# 900

## Esdeveniments
- Els vikings s'estableixen al nord de França i comencen les incursions a la Mediterrània
- Arriba el molí de vent a Espanya per influència persa
- Benet IV escollit papa

## Naixements
- Yuán Dŏng (900-962) Pintor xinès, fou un fundador de l'Escola del Sud

## Necrològiques
- Papa Joan IX